# Lijst van geslachten van de eigenlijke karpers

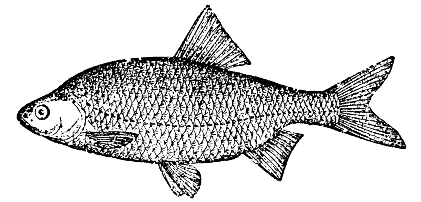
Blankvoorn (Rutilus rutilus)

Deze lijst bevat de geslachten van de vissenfamilie eigenlijke karpers (cyprinidae), alfabetisch gesorteerd:
| - Aaptosyax - Abbottina - Abramis - Acanthalburnus - Acanthobrama - Acanthogobio - Acanthorhodeus - Acapoeta - Acheilognathus - Acrocheilus - Acrossocheilus - Agosia - Albulichthys - Alburnoides - Alburnus - Algansea - Amblypharyngodon - Anabarilius - Anaecypris - Ancherythroculter - Aphyocypris - Aspidoparia - Aspiolucius - Aspiorhynchus - Aspius - Atrilinea - Aulopyge - Aztecula - Balantiocheilos - Bangana - Barbichthys - Barbodes - Barboides - Barbonymus - Barbopsis - Barbus - Barilius - Belligobio - Biwia - Blicca - Boraras - Caecobarbus - Caecocypris - Campostoma - Candidia - Capoeta - Capoetobrama - Carassioides - Carasobarbus - Carassius - Catla - Catlocarpio - Cephalakompsus - Chagunius - Chalcalburnus - Chanodichthys - Chela - Chelaetiops - Chondrostoma - Chuanchia - Cirrhinus - Clinostomus - Coptostomabarbus - Coreius - Coreoleuciscus | - Cosmochilus - Couesius - Crossocheilus - Ctenopharyngodon - Culter - Cultrichthys - Cyclocheilichthys - Cyprinella - Cyprinion - Cyprinus - Danio - Danionella - Delminichthys - Devario - Dionda - Diptychus - Discherodontus - Discogobio - Distoechodon - Eirmotus - Elopichthys - Engraulicypris - Epalzeorhynchos - Eremichthys - Erimystax - Erythroculter - Esomus - Eupallasella - Evarra - Exoglossum - Folifer - Garra - Gila - Gnathopogon - Gobio - Gobiobotia - Gobiocypris - Gymnocypris - Gymnodanio - Gymnodiptychus - Gymnostomus - Hainania - Hampala - Hemibarbus - Hemiculter - Hemiculterella - Hemigrammocapoeta - Hemigrammocypris - Hemitremia - Henicorhynchus - Herzensteinia - Hesperoleucus - Horadandia - Horalabiosa - Huigobio - Hybopsis - Hybognathus - Hypophthalmichthys - Hypselobarbus - Hypsibarbus - Iberocypris - Inlecypris - Iotichthys - Iranocypris - Ischikauia - Kalimantania - Kosswigobarbus | - Labeo - Labeobarbus - Ladigesocypris - Ladislavia - Lagowskiella - Laocypris - Lavinia - Lepidomeda - Lepidopygopsis - Leptobarbus - Leptocypris - Leucalburnus - Leucaspius - Leuciscus - Linichthys - Lobocheilos - Longiculter - Luciobarbus - Luciobrama - Luciocyprinus - Luciosoma - Luxilus - Lythrurus - Macrhybopsis - Macrochirichthys - Mandibularca - Margariscus - Meda - Megalobrama - Megarasbora - Mekongina - Messinobarbus - Mesobola - Mesogobio - Metzia - Microphysogobio - Microrasbora - Moapa - Mylocheilus - Mylopharodon - Mylopharyngodon - Mystacoleucus - Naziritor - Nematabramis - Neobarynotus - Neobola - Neolissochilus - Nicholsicypris - Nocomis - Notemigonus - Notropis - Ochetobius - Onychostoma - Opsaridium - Opsariichtys - Opsarius - Opsopoeodus - Oregonichthys - Oreichthys - Oreoleuciscus - Orthodon - Ospatulus - Osteobrama - Osteochilichthys - Osteochilus - Oxygaster - Oxygymnocypris | - Pachychilon - Paedocypris - Parabramis - Paracanthobrama - Paracheilognathus - Parachela - Paracrossochilus - Paralaubuca - Parapsilorhynchus - Pararasbora - Pararhinichthys - Parasinilabeo - Paraspinibarbus - Parator - Parazacco - Pectenocypris - Pelecus - Percocypris - Petroleuciscus - Phenacobius - Phoxinellus - Phoxinus - Phreatichthys - Pimephalis - Placocheilus - Placogobio - Plagiognathops - Plagopterus - Platygobio - Platypharodon - Platysmacheilus - Pogobrama - Pogonichthys - Pogonocharax - Poropuntius - Porotergus - Probarbus - Procypris - Prolabeo - Prolabeops - Pseudaspius - Pseudobarbus - Pseudobrama - Pseudogobio - Pseudohemiculter - Pseudolaubuca - Pseudophoxinus - Pseudopungtungia - Pseudorasbora - Pteronotropis - Ptychidio - Ptychobarbus - Ptychocheilus - Pungtungia - Puntioplites - Puntius - Racoma - Raiamas - Rasbora - Rasborichthys - Rasborinus - Rastrineobola - Rectoris - Relictus - Rhinichthys - Rhinogobio - Rhodeus | - Rhynchocypris - Richardsonius - Rohtee - Rohteichthys - Romanogobio - Rostrogobio - Rutilus - Salmophasia - Salmostoma - Sanagia - Sarcocheilichthys - Saurogobio - Sawbwa - Scaphesthes - Scaphiodonichthys - Scaphognathops - Scardinius - Bonaparte, 1837 - Schismatorhynchos - Schizocypris - Schizopyge - Schizopygopsis - Schizothoraichthys - Schizothorax - Securicula - Semilabeo - Semiplotus - Semotilus - Sikukia - Sinibrama - Sinilabeo - Sinocrossocheilus - Sinocyclocheilus - Snyderichthys - Spinibarbus - Squalidus - Squaliobarbus - Squalius - Stypodon - Sundadanio - Systomus - Tanakia - Tanichthys - Lin, 1932 - Telestes - Thryssocypris - Thynnichthys - Tinca - Cuvier, 1816 - Tor - Toxabramis - Tribolodon - Trigonostigma - Troglocyclocheilus - Tropidophoxinellus - Typhlobarbus - Typhlogarra - Vimba - Xenobarbus - Xenocyprioides - Xenocypris - Xenophysogobio - Yaoshanicus - Yuriria - Zacco |